# Боркі (Мінський повіт)
Боркі (пол. Borki) — село в Польщі, у гміні Мрози Мінського повіту Мазовецького воєводства.
Населення — 136 осіб (2011).
У 1975-1998 роках село належало до Седлецького воєводства.

## Демографія
Демографічна структура станом на 31 березня 2011 року:
|          | Загалом | Допрацездатний вік | Працездатний вік | Постпрацездатний вік |
| -------- | ------- | ------------------ | ---------------- | -------------------- |
| Чоловіки | 68      | 11                 | 46               | 11                   |
| Жінки    | 68      | 13                 | 31               | 24                   |
| Разом    | 136     | 24                 | 77               | 35                   |